# Sam Shepard

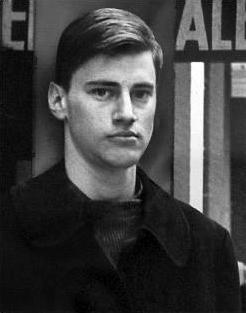
Sam Shepard vid 21 års ålder.

Sam Shepard, ursprungligen Samuel Shepard Rogers III, född 5 november 1943 i Fort Sheridan i Illinois, död 27 juli 2017 i Midway i Kentucky, var en amerikansk dramatiker, skådespelare och tv- och filmregissör. 
Shepard har skrivit flera böcker, noveller och essäer. Han erhöll Pulitzerpriset för drama 1979 för sin pjäs Buried Child (på svenska Hem till gården). Shepard nominerades till en Oscar för bästa manliga biroll för rollen som piloten Chuck Yeager i filmen Rätta virket 1983. Han medverkade även i filmen Mordet på Jesse James av ynkryggen Robert Ford.
Shepard var sambo med skådespelaren Jessica Lange 1982–2009 och de fick två barn tillsammans. Han avled 2017 i ALS.

## Filmografi i urval
- 1978 – Renaldo and Clara (även manus)
- 1978 – Himmelska dagar
- 1982 – Frances
- 1983 – Rätta virket
- 1984 – Paris, Texas (även manus)
- 1984 – Vredens mark
- 1987 – Baby Boom
- 1989 – Blommor av stål
- 1993 – Pelikanfallet
- 1995 – Streets of Laredo (TV-serie)
- 2001 – Swordfish
- 2001 – Black Hawk Down
- 2004 – Dagboken - Jag sökte dig och fann mitt hjärta
- 2005 – Don’t come knocking
- 2006 – Bandidas
- 2007 – Mordet på Jesse James av ynkryggen Robert Ford
- 2008 – Felon
- 2008 – The Accidental Husband
- 2009 – Brothers
- 2011 – Blackthorn
- 2012 – Safe House
- 2012 – Mud
- 2013 – En familj – August: Osage County
- 2015 – Bloodline (TV-serie)